# Колодєє (замок)
Колодєє (чеськ. Koloděje) — замок-палац в однойменному історичному районі Праги, нині міський район Прага-Колодєє.

## Зведення замку та власники
Замок-палац було збудовано у 1706—1712 роках за планом італійського архітектора Доменіка Мартінеллі, оздоблення замку було виконано іншим італійцем Сантіні Буссі, на замовлення герцога Ганса Адама Андрія Ліхтенштейна. Після смерті герцога замок успадкувала його донька Марія Терезія, одружена з герцогом Савойським Томашем Емануілом. Вона завершила будівництво і оформлення замку у 1720 році.
Замок було побудовано в бароковому стилі. Але 1802 року Алоїз Йозеф Ліхтенштейн почав реконструкцію замку у стилі ампір. Реконструкція тривала до 1810 року. Керував цим проєктом інженер Ігнац Шмідт. В той же самий час було закладено «англійський» парк.
18 жовтня 1911 року замок зазнав великої шкоди від пожежі. Під час пожежі дах згорів цілковито, за гасіння було пошкоджено стелю другого поверху, яка обвалилася у дев'ятьох кімнатах. Відновлення замку тривало до 1914 року. Під час ремонту до замку було проведено водопровід, електрику та зроблене централізоване опалення. Роботи виконував місцевий архітектор Альфонс Вертмюллер.
З 1919 року замок слугував літньою резиденцією першому Президенту ЧСР Томашу Масарику. 1928 року замок було продано Владіміру та Анні Голековим, що продали його генеральному управляючому заводом Вальтер Їноніце інженеру Антоніну Кумперу. 1948 року замок було конфісковано згідно з «декретами Бенеша», хоча А. Кумпер отримав свідоцтво про благонадійність у 1945 році. До недавнього часу замок використовувався для виїзних засідань чеського уряду. Наприкінці 2008 року замок було передано Вітезславу Кумперу, спадкоємцю А. Кумпера, за реституцією. Суд визнав застосування «декретів Бенеша» щодо А. Кумпера незаконним.